# شگرد بستر مغذی

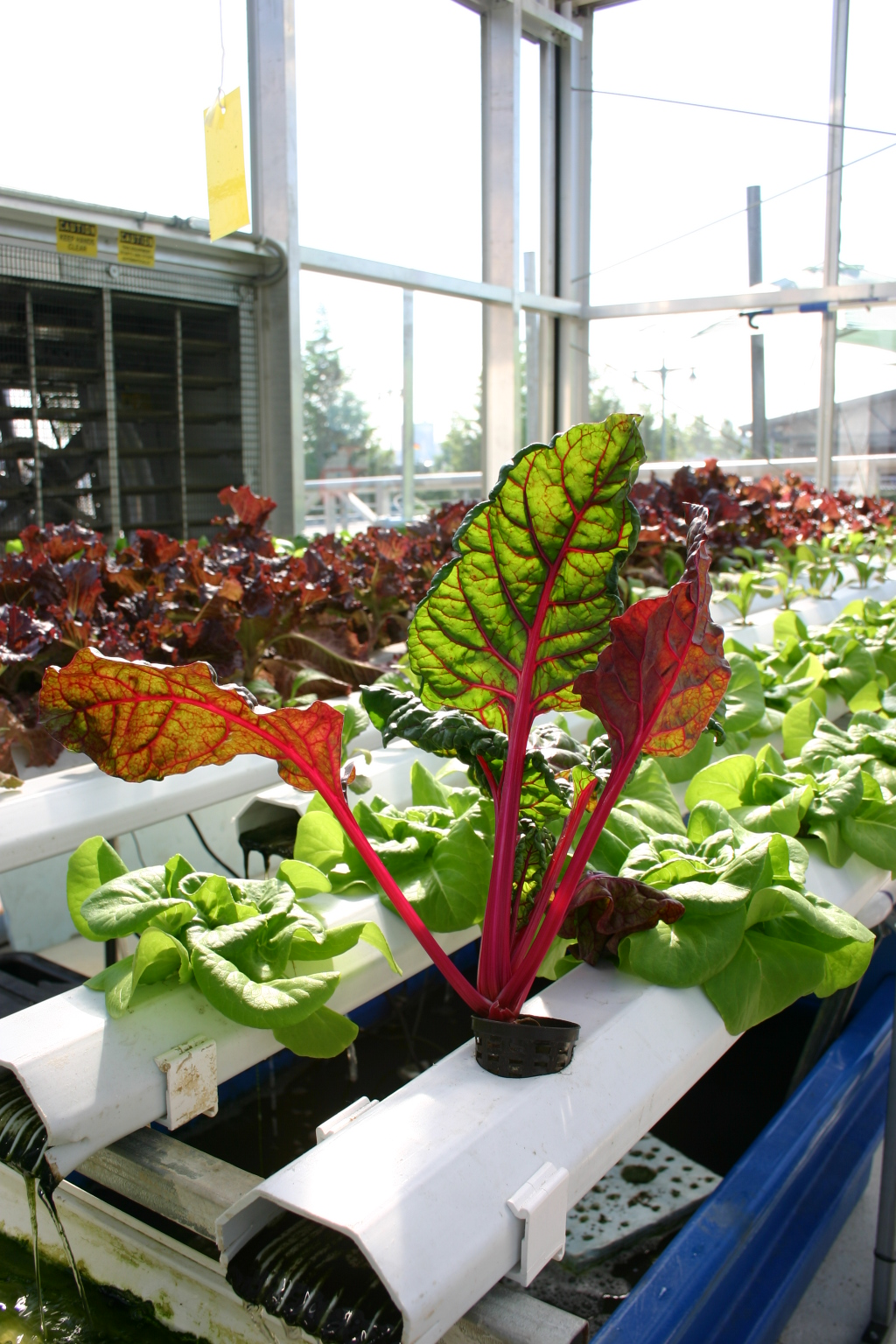
در «شگرد بستر مغذی» گیاهان در یک مجرای آبی گذاشته می‌شوند که مواد مغذی در آن کار گذاشته شده‌است.

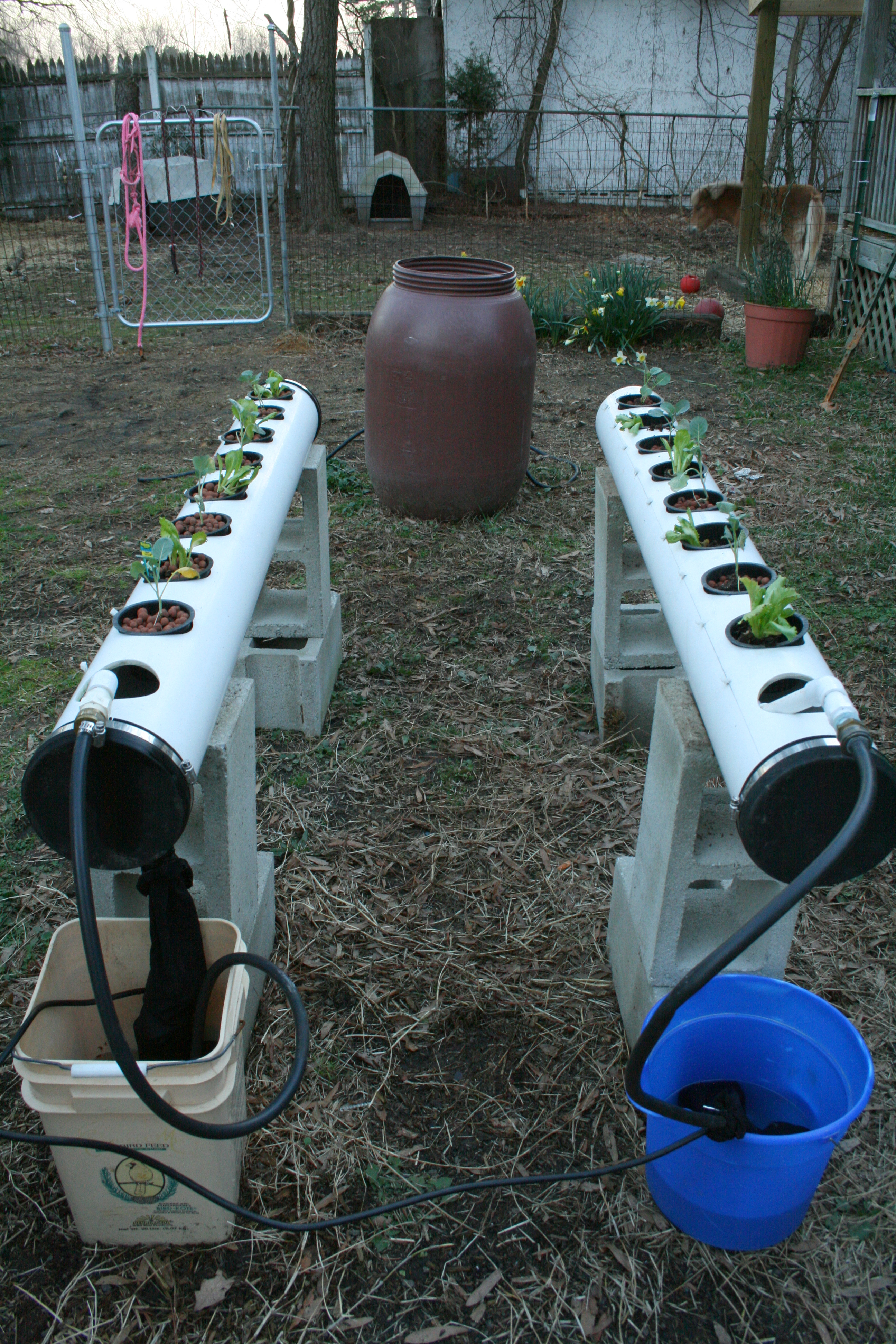
یک سیستم خانکی کشت‌آبی به سبک «شگرد بستر معذی»

شگردِ بسترِ مغذی (با سرواژهٔ شبم) (به انگلیسی: Nutrient film technique) شیوه، ترفند یا تکنیک آب‌کشتی است که جریان بسیار کم‌ژرفایی از آب که مواد مغذی مورد نیاز برای رشد گیاه در آن کار گذاشته شده‌است در بین ریشه‌ها (بدون خاک) به گردش همیشگی در می‌آید. در این سامانه گیاهان در آبکندی آرام گرفته‌اند که به آن جویبار، کانال یا مجرای آب نیز گفته می‌شود. این شیوه را نباید با آب‌کشت که در آن شیب بستر کاملاً افقی است و جریان آب در آن کمتر است اشتباه گرفت.

## پیشینه
شگرد بستر مغذی یا شبم در سال ۱۹۶۵ توسط آلن کوپر در مؤسسه پژوهشی محصولات گلخانه‌ای (Glasshouse Crops) در شهر لیتل‌هامپتون کشور انگلستان آفریده شد. در یک سامانه مطلوب که با این شگرد طراحی شده ژرفایِ جویبارِ بسیار اندک است. در انگلیسی به بستر به کار رفته در این شگرد فیلم گفته می‌شود زیرا یکی از معانی این واژه بستر یا لایه کم‌ژرفای آب است. این شیوه اطمینان می‌دهد که ریشه گیاه که مانند شبکه‌ای در سطح زیرین بستر درست می‌شود هوای کافی دریافت کند؛ زیرا ریشه‌های گیاهان برای رشد سالم نیاز به هوا یا اکسیژن دارند.

## گزارش
یک سامانه شبم که به درستی طراحی شده باشد باید شیب مناسب، نرخ جریان آبی درست، و درازی جویبار درستی داشته باشد. ریشه‌های گیاهان باید به منابع کافی آب، اکسیژن و مواد مغذی دسترسی داشته باشند. در سامانه‌های ساخته‌شده پیشین، بین تأمین این نیازها تضاد وجود داشت و این مقادیر در تناسب با یکدیگر به سامانه ارائه نمی‌شد. کم و بالا رفتن یکی از این عوامل به عدم تعادل سامانه انجامیده و در دیگر عوامل سه‌گانه سامانه نیز اثر می‌گذارد.
با شیوه طراحی شبم سامانه‌ای را درست می‌کنیم که تمام نیازهای سه‌گانه برای رشد سالم گیاه همزمان فراهم می‌شود؛ اگر چه نباید نخستین و مرکزی‌ترین اصل شبم خاطر سپرده و رعایت شود. مزیت این سامانه این است که هم بازدهی و هم کیفیت محصولات بالاتر رفته و می‌توان برای مدت زمان طولانی‌تری در طول سال محصول داشت. البته یک نقطه ضعف سامانه شبم این است که کمترین اختلالی در سامانه (برای نمونه در اثر قطع جریان برق) می‌تواند مشکل‌ساز باشد. اما در کل یکی از شگردهای تولید محصولات با بهره‌وری بالا است.
همه سامانه‌های شبم با ویژگی‌های یکسانی طراحی می‌شوند. شیب پیشنهادی برای این سامانه ۱ به ۱۰۰ (تفاضل عرض‌ها به تفاضل طول‌ها) است اما در عمل ساختن چنین شیبی به شکلی که محلول در مناطقی که تورفتگی دارد متوقف نشود دشوار است. از این رو شیب ۱ به ۳۰ یا ۴۰ به کار می‌رود. چنین شیبی اجازه می‌دهد تا ناهمگونی‌های سطحی در داخل جویبار سبب غرقاب شدن و گرفتگی آن نشود. می‌توان چنین شیبی را با شیب‌دار کردن کف زمین به دست آورد یا می‌توان قفسه‌ها و طبقاتی که سامانه در آن قرار دارد را شیب‌دار کرد. هر دو روش بسته به چگونگی محیطی که در دسترس داریم و بسته به نیازهای محصولات تولیدی به کار گرفته می‌شود.

## نرخ‌های جریان آب
اگر بخواهیم یک قانون کلی داشته باشیم، سرعت جریان برای هر بستری باید ۱ لیتر در دقیقه باشد. در هنگام کاشت نرخ جریان آب ممکن است نصف این مقدار باشد. حداکثر میزان جریان آب ۲ لیتر در ثانیه می‌باشد. سرعت بالاتر می‌تواند به مشکلات تغذیه‌ای گیاهان بینجامد. دیده شده که وقتی درازی جویبار از ۱۲ متر بیشتر می‌شود، رشد محصولات کاهش می‌یابد. آزمایش‌ها نشان داده‌است که در محصولاتی که به سرعت در حال رشد هستند، اگر چه میزان اکسیژن ثابت می‌ماند ولی ممکن است نیتروژن موجود در محلول به‌طور کامل مصرف شده و به تمام گیاهان به اندازه کافی نرسد. در نتیجه درازای جویبار آب نباید از ۱۰–۱۵ متر بیشتر باشد. اگر امکان چنین چیزی نیست، مشکل را می‌توان با گذاردن محلول مواد مغذی در نیمه جویبار و با کاهش سرعت جریان آب به ۱ لیتر در دقیقه کاهش داد. در سامانه‌های شبم برای حفظ ایمنی محصولات پرورش‌یافته و جلوگیری از آلودگی آنها به فلزات سنگین باید پمپ آب و ابزارهای سامانه از جنس پلاستیک یا فولاد ضدزنگ باشند.

## جنجال‌ها
یکی از طرفداران برجسته شبم دکتر آلن کوپر بود که در ایستگاه پژوهشی محصولات گلخانه‌ای در انگلستان کار می‌کرد و کتاب ABC of NFT را منتشر کرده‌است. سامانه‌های شبم در سالیان ۱۹۸۰–۱۹۹۰ توسط تولیدکنندگان تجاری بسیاری در انگلستان به کار گرفته شدند اما کاربرد آنها محدود به پرورش کاهو در اروپا بود. پرورش‌دهنگان هلندی به کاربرد شبم روی خوش نشان ندادند زیرا گمان می‌کردند که خطر انتشار بیماری گیاهی به دلیل وجود محلول مغذی در گردش بالا است. از سوی دیگر شبم (شگرد بستر مغذی) اطمینان می‌دهد که گیاهان دسترسی نامحدودی به آب دارند اما اکنون متوجه شده‌ایم که برای گیاهان میوه‌دار بهتر است که دسترس محدود و کنترل‌شده‌ای به آب داشته باشند. آب فراوان برای سبزی‌های برگی مانند کاهو بسیار خوب است و هنوز هم در شبم به گستردگی کاشت و پرورش می‌یابند، اما هم‌اکنون بیشتر گلخانه‌هایی که به تولید تجاری گوجه‌فرنگی، فلفل دلمه‌ای و خیار می‌پردازند شیوه آب‌کشت را به کار م‌برد که در آن گیاهان در بستری از جنس‌های مختلف می‌نشینند؛ که جنس پشم‌سنگ یکی از پرکاربردترین‌ها است. شبم همچنان سامانه پرطرفداری برای مصارف خانگی است.